# Asnois (Nièvre)
Asnois è un comune francese di 165 abitanti situato nel dipartimento della Nièvre nella regione della Borgogna-Franca Contea.

## Società

### Evoluzione demografica
Abitanti censiti